# Jupoata paraensis
Jupoata paraensis är en skalbaggsart som beskrevs av Martins och Monné 2002. Jupoata paraensis ingår i släktet Jupoata och familjen långhorningar. Inga underarter finns listade i Catalogue of Life.